# Jamaal Franklin
Jamaal Franklin (ur. 21 lipca 1991 w Moreno Valley) – amerykański koszykarz występujący na pozycji rzucającego obrońcy, aktualnie zawodnik chińskiego zespołu Brave Dragons.
14 listopada 2016 zdobył 61 punktów, 12 zbiórek i 11 asyst w wygranym 125–104 spotkaniu z Beijing Ducks. Jest to pierwsze triple-double w historii chińskiej ligi CBA z co najmniej 60 punktami.
29 lipca 2017 został zawodnikiem Sichuan Blue Whales.
29 sierpnia 2019 dołączył do chińskiego Brave Dragons.

## Osiągnięcia
Stan na 29 sierpnia 2019, na podstawie, o ile nie zaznaczono inaczej.
NCAA
- Uczestnik:
  - rozgrywek Sweet 16 turnieju NCAA (2011)
  - II rundy turnieju NCAA (2011, 2013)
  - turnieju NCAA (2011–2013)
- Mistrz:
  - turnieju konferencji Mountain West (MWC – 2011)
  - sezonu regularnego MWC (2011, 2012)
- Zawodnik roku konferencji Mountain West (2012)[5]
- Zaliczony do:
  - All-American Honorable Mention (2012, 2013 przez AP)
  - I składu:
    - MWC (2012, 2013)
    - turnieju MWC (2012)

Indywidualne
- Zaliczony do III składu CBA (2017 przez asia-basket.com)[2]
- Lider chińskiej ligi CBA w[6][7]:
  - asystach (2017)
  - przechwytach (2016, 2017)